# 35e division SS « Polizei »
La 35e division SS « Polizei » était l’une des divisions d'infanterie de Waffen-SS qui combattit durant la Seconde Guerre mondiale.

## Création et différentes dénominations
La 35. SS- und Polizei Grenadier Division est formée durant le mois de février 1945 à partir des éléments de la Polizei Brigade Wirth et du Polizei Rgt. z.b.V. 1.

## Liste des commandants successifs
| Début         | Fin           | Grade               | Nom                  |
| ------------- | ------------- | ------------------- | -------------------- |
| Février 1945  | 1er mars 1945 | SS-Oberführer       | Johannes Wirth       |
| 1er mars 1945 | 25 avril 1945 | SS-Standartenführer | Rüdiger Pipkorn (en) |

## Ordre de bataille
- SS Polizei-Grenadier-Regiment 89
- SS Polizei-Grenadier-Regiment 90
- SS Polizei-Grenadier-Regiment 91
- SS Polizei-Artillerie-Regiment 35
- SS Polizei-Panzerjäger-Abteilung 35
- SS Polizei-Fusilier-Abteilung 35
- SS Polizei-Pioneer-Abteilung 35
- SS Polizei-Nachrichten-Abteilung 35
- SS Polizei-Verwaltungs-Kompanie 35
- SS Feldgendarmerie-Trupp 35